# Grubstein-Eishöhle
Die Grubstein-Eishöhle (Katasternummer 1625/16) ist eine Höhle im Grubstein. Sie befindet sich im Südostmassiv des Toten Gebirges unweit der Tauplitzalm in der Steiermark. Das Höhlenportal befindet sich in der Südostflanke des Grubsteins in 1899 m ü. A. Die Höhle weist ganzjährige Eisteile auf und wurde von 1984 bis 1990 von Mitgliedern des Vereines für Höhlenkunde in Obersteier (VHO) erforscht. Bisher konnten 2728 m der Höhle erkundet und vermessen werden. Der Höhenunterschied beträgt 270 m.